# Ejnar Howalt
Ejnar Howalt (født 28. november 1891, død 19. november 1953) var en dansk forfatter.
I 1924 giftede han sig med Ruth Gregersen.
Ejnar Howalt var medlem af DNSAP og skrev artikler i DNSAPs Maanedsbreve. Han var medlem af Europæisk Forfatterforening (stiftet i Weimar i 1942). Ejnar Howalt var især tiltrukket af de politiske holdninger i nationalsocialismen. I hans forfatterskab er den anti-parlamentariske tendens meget udtalt og forbindes med begejstringen for fører-princippet og den stærke mands styre.[kilde mangler]

## Komedie (udvalg)
- Nu dages det, Brødre (1934)
- Sørensen, eller Hvad med Retfærdigheden? (1936)
- Jeg skal ha’ et Barn (1938)
- Asfalten synger (1940)
- Hvis jeg havde Penge (1943)

## Eksterne links
- link, Frederik Schybergs teaterkritik (1924-1950)
- Ejnar Howalt Arkiveret 18. oktober 2016 hos  Wayback Machine på Dansk Forfatterleksikon]
- Ejnar Howalt Arkiveret 6. oktober 2010 hos  Wayback Machine på Litteraturpriser.dk
- Ravn, Ole: "Dansk nationalsocialistisk litteratur 1930-45", Berlingske Forlag 1979